# Cyber Monday
Cyber Monday (svenska: cybermåndagen) kallas första måndagen efter den amerikanska Thanksgivingdagen, och markerar starten för julhandeln över Internet. Begreppet myntades 2005 av Ellen Davis sedan trenden inletts runt 2002-2003.
Även i andra länder förekommer företeelsen. I Storbritannien kallas dagen även för "maniska måndagen" (engelska: Manic Monday). I Sverige slog företeelsen igenom runt 2010 och runt 2013 hade den vunnit mark.

### Fotnoter
1. ↑  ”'Cyber Monday' Quickly Becoming One of the Biggest Online Shopping Days of the Year” (på engelska). PR-Newswire. 21 november 2005. Arkiverad från originalet den 2 mars 2017. https://web.archive.org/web/20170302091338/http://www.prnewswire.com/news-releases/cyber-monday-quickly-becoming-one-of-the-biggest-online-shopping-days-of-the-year-55695037.html. Läst 27 november 2015.
2. ↑  John D. Sutter (29 november 2010). ”Why 'Cyber Monday' is mostly myth”. CNN. http://edition.cnn.com/2010/TECH/web/11/29/cyber.monday.hoax/. Läst 25 november 2014.
3. ↑  Carina Bergfeldt (29 november 2010). ”Miljardklicket”. Aftonbladet. http://www.aftonbladet.se/nyheter/article12682862.ab. Läst 27 november 2015.
4. ↑  ”Cyber Monday är redan här”. Ehandel. 29 november 2011. Arkiverad från originalet den 8 december 2015. https://web.archive.org/web/20151208045847/http://www.ehandel.se/Cyber-Monday-aer-redan-haer,993.html. Läst 27 november 2015.
5. ↑  ”Näthandlarnas Cyber Monday slog nya rekord”. Ehandel. 4 december 2013. Arkiverad från originalet den 8 december 2015. https://web.archive.org/web/20151208080530/http://www.ehandel.se/Naethandlarnas-Cyber-Monday-slog-nya-rekord,3364.html. Läst 27 november 2015.